# Westamerikaanse watersalamanders
Westamerikaanse watersalamanders (Taricha) zijn een geslacht van salamanders uit de familie echte salamanders (Salamandridae).
De groep werd voor het eerst wetenschappelijk beschreven door John Edward Gray in 1850. Er zijn vier soorten die voorkomen in Noord-Amerika: in Canada en de Verenigde Staten. Mogelijk komen de salamanders daarnaast ook in Mexico voor.

## Indeling
Geslacht Taricha
- Soort Taricha granulosa – Ruwe salamander
- Soort Taricha rivularis
- Soort Taricha sierra
- Soort Taricha torosa – Californische salamander